# Heartburnt
Scream Silence – dziewiąty album niemieckiej grupy Scream Silence, wydany 5 czerwca 2015 roku.

## Lista utworów
1. „Born With Blood On My Hands” (narracja) – 6:09
2. „Art Remains” – 3:34
3. „The Seventh Sorrow” – 6:02
4. „We Can Do No Wrong” – 4:21
5. „Heartburnt” – 6:19
6. „The Weeping” – 2:58
7. „Conversation 16” – 5:17
8. „Etwas Starb In Mir” – 6:15
9. „Echoes” – 3:53
10. „The End Of The Lie” – 6:51

## Twórcy
- Hardy Fieting – wokal, instrumenty klawiszowe, produkcja, realizacja nagrań, miks, mastering
- Rene Gödde – gitara
- Robert Klausch – gitara, gitara akustyczna
- Hagen Schneevoigt – gitara basowa
- Nestor De Valley – perkusja
- Rob DeVille – realizacja nagrań
- Annie Bertram – zdjęcia